# Hillsborough (stadion)
Hillsborough is het stadion van de Engelse voetbalclub Sheffield Wednesday, gevestigd in Sheffield. Het stadion, gebouwd in 1899, biedt plaats aan 39.859 toeschouwers, die vrijwel allemaal overdekt zitten. De naam is afgeleid van de gelijknamige wijk waarin het stadion staat, een verstedelijkt dorp ten noorden van het stadscentrum. Het stadion bevindt zich eigenlijk aan de noordelijke rand van Hillsborough, ter hoogte van het gehucht Owlerton, aan Penistone Road en Parkside Road. Aan de overkant van Parkside Road bevindt zich Hillsborough Park. Het stadion is buiten Engeland vooral bekend vanwege de Hillsboroughramp uit 1989.

## Geschiedenis

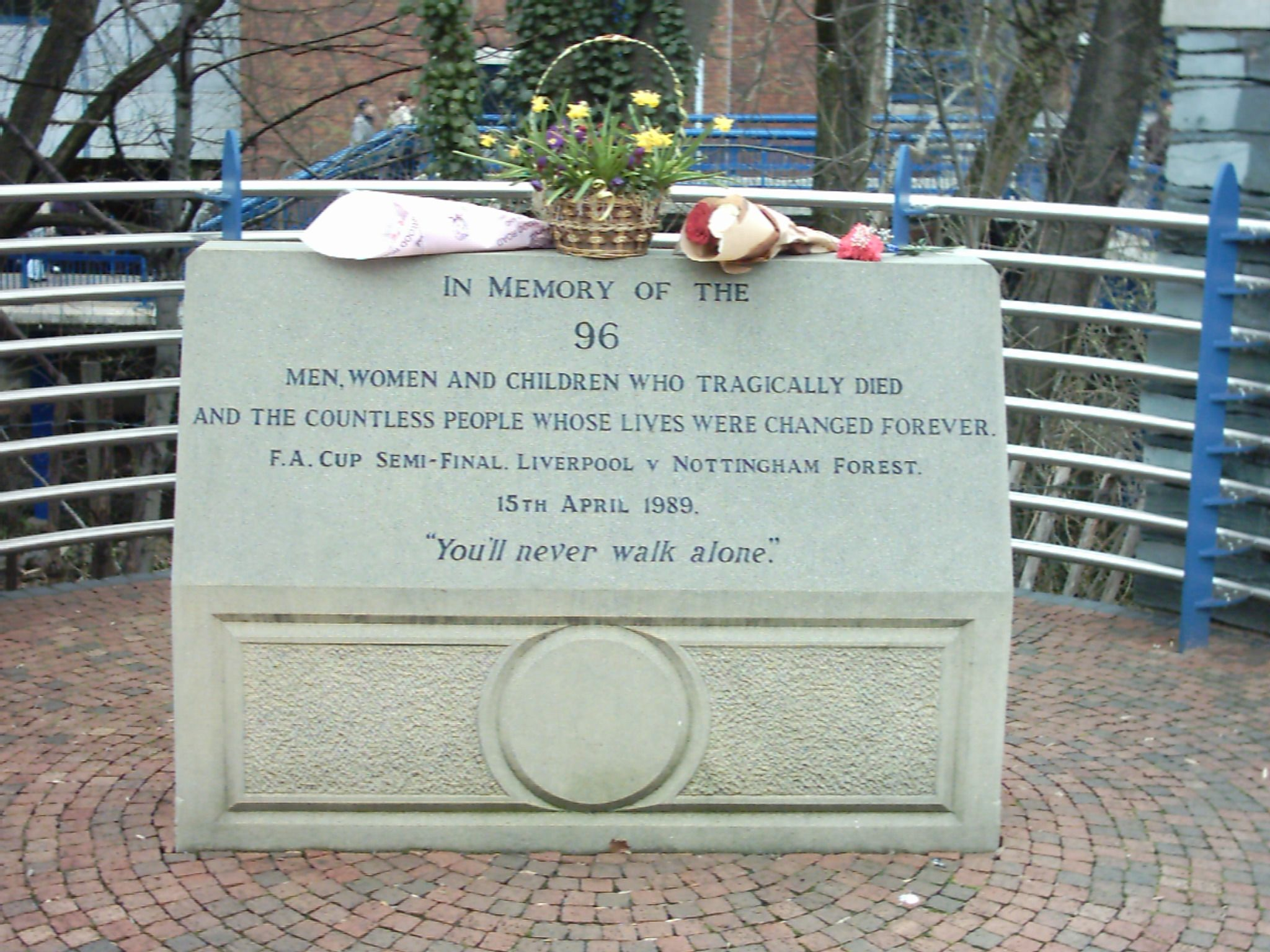
Steen ter nagedachtenis aan de slachtoffers van de Hillsboroughramp

Het eerste stadion op de plaats van het huidige werd in 1899 gebouwd in een toentertijd dunbevolkt deel van Sheffield, Owlerton genaamd. Tot 1914 werd het stadion dan ook Owlerton Stadium genoemd. Daarna werd de wijk Hillsborough uitgebreid, zodat het stadion erin kwam te liggen. Vanaf toen prijkte de naam Hillsborough op de voorkant. Dit dient tevens ter voorkoming van verwarring met het nabije Owlerton Stadium, dat een windhondenrenbaan is.
In 1966 werd Sheffield toegewezen als een van de speelsteden van het WK voetbal 1966. In het stadion werden drie wedstrijden uit de eerste ronde gespeeld, alsmede de kwartfinale tussen West-Duitsland en Uruguay (4-0).
Op 15 april 1989 was het stadion het toneel van de Hillsboroughramp, waarbij 97 fans van Liverpool werden doodgedrukt tijdens de halve finale van de FA Cup tegen Nottingham Forest. Dit resulteerde in een besluit om alle Europese stadions met staanplaatsen om te bouwen tot all-seaters. Ook werden de hekken rondom het veld overal vervangen door zgn. zekerheidsblokkades, waarbij het mogelijk werd voor supporters om in geval van nood naar het speelveld te vluchten.

## WK interlands
| №  | Datum        | Wedstrijd                    | Uitslag | Competitie             | Toeschouwers |
| -- | ------------ | ---------------------------- | ------- | ---------------------- | ------------ |
| 1  | 12 juli 1966 | West-Duitsland – Zwitserland | 5 – 0   | WK 1966 Groepsfase (B) | 36.000       |
| 2  | 15 juli 1966 | Spanje – Zwitserland         | 2 – 1   | WK 1966 Groepsfase (B) | 32.000       |
| 3. | 19 juli 1966 | Argentinië – Zwitserland     | 2 – 0   | WK 1966 Groepsfase (B) | 32.000       |
| 4  | 23 juli 1966 | West-Duitsland – Uruguay     | 4 – 0   | WK 1966 Kwartfinale    | 34.000       |

## Tribunes

### North Stand
- Gebouwd in 1961
- Capaciteit van 9.255 zitplaatsen

De tribune loopt langs de noordzijde van het veld en is een van de eerste voorbeelden van de cantileverbouw, in navolging van Old Show Ground, het stadion van Scunthorpe United. Ook is het een van de eerste tribunes in Engeland die zich over de hele breedte van het speelveld uitstrekt.

### Presto West Stand
- Gebouwd in 1966
- Capaciteit van 6.559 zitplaatsen

Deze tribune, staande langs Leppings Lane, biedt plaats aan de supporters van de uitspelende ploeg bij thuiswedstrijden van Sheffield Wednesday. Het was oorspronkelijk gebouwd voor het Wereldkampioenschap voetbal 1966, en was een staantribune tot de Hillsboroughramp, waarna het - samen met veel andere Europese stadions - werd omgebouwd tot zittribune.

### South Stand
- Gebouwd in 1914
- Capaciteit van 11.354 zitplaatsen

De bouw van deze tribune, de oudste en bekendste van het huidige stadion, begon in 1913, en werd ontworpen door de toentertijd beroemde architect Archibald Leitch, die voor het ontwerp £17.000,- rekende. De tribune is meerdere malen aan een verbouwing onderworpen, waarvan de laatste onder andere de bouw inhield van een perszaal, twee conferentiezalen, een bar en een restaurant. Ook werd er nog een kleine ring bovenop gezet, voor het Europees kampioenschap voetbal 1996. Ondanks alle verbouwingen heeft de tribune nog steeds de kenmerkende jaren '20-stijl weten te behouden.

### Spionkop
- Gebouwd in 1914
- Capaciteit van 11.210 zitplaatsen

Deze tribune is gebouwd op een natuurlijke heuvel. Bij de thuiswedstrijden van Sheffield Wednesday is hier de harde kern te vinden. De Spionkop was de laatste tribune die omgebouwd werd tot zittribune, om tegemoet te komen aan de eisen van de Football Association. De laatste verbouwing vond plaats in 1993.
Wembley Stadium (Londen) · White City Stadium (Londen) · Villa Park (Birmingham) · Hillsborough (Sheffield) · Old Trafford (Manchester) · Goodison Park (Liverpool) · Roker Park (Sunderland) · Ayresome Park (Middlesbrough)
American Express Community Stadium  (Brighton & Hove Albion)  ·
Anfield  (Liverpool)  ·
Brentford Community Stadium  (Brentford)  ·
City Ground  (Nottingham Forest)  ·
Craven Cottage  (Fulham)  ·
Dean Court  (Bournemouth)  ·
Emirates Stadium  (Arsenal)  ·
Etihad Stadium  (Manchester City)  ·
Goodison Park  (Everton)  ·
King Power Stadium  (Leicester City)  ·
Molineux Stadium  (Wolverhampton Wanderers)  ·
Old Trafford  (Manchester United)  ·
Olympisch Stadion  (West Ham United)  ·
Portman Road  (Ipswich Town)  ·
St. James' Park  (Newcastle United)  ·
St. Mary's Stadium  (Southampton)  ·
Selhurst Park  (Crystal Palace)  ·
Stamford Bridge  (Chelsea)  ·
Tottenham Hotspur Stadium  (Tottenham Hotspur)  ·
Villa Park  (Aston Villa) 
Ashton Gate  (Bristol City)  ·
bet365 Stadium  (Stoke city)  ·
Bramall Lane  (Sheffield United)  ·
Cardiff City Stadium  (Cardiff City)  ·
Carrow Road  (Norwich City)  ·
Coventry Building Society Arena  (Coventry City)  ·
Deepdale  (Preston North End)  ·
The Den  (Millwall)  ·
Elland Road  (Leeds United)  ·
Ewood Park  (Blackburn Rovers)  ·
Fratton Park  (Portsmouth)  ·
The Hawthorns  (West Bromwich Albion)  ·
Hillsborough  (Sheffield Wednesday)  ·
Home Park  (Plymouth Argyle)  ·
Kassam Stadium  (Oxford United)  ·
Kenilworth Road  (Luton Town)  ·
Loftus Road  (Queens Park Rangers)  ·
MKM Stadium  (Hull City)  ·
Pride Park  (Derby County)  ·
Riverside Stadium  (	Middlesbrough)  ·
Stadium of Light  (Sunderland)  ·
Swansea.com Stadium  (Swansea City)  ·
Turf Moor  (Burnley)  ·
Vicarage Road  (Watford) 
Abbey Stadium  (Cambridge United)  ·
Adams Park  (Wycombe Wanderers)  ·
Bloomfield Road  (Blackpool)  ·
Brisbane Road  (Leyton Orient)  ·
Broadfield Stadium  (Crawley Town)  ·
Broadhall Way  (Stevenage)  ·
DW Stadium  (Wigan Athletic)  ·
Edgeley Park  (Stockport County)  ·
Field Mill  (Mansfield Town)  ·
John Smith's Stadium  (Huddersfield Town)  ·
London Road  (Peterborough United)  ·
Madejski Stadium  (Reading)  ·
Memorial Stadium  (Bristol Rovers)  ·
New Meadow  (Shrewsbury Town)  ·
New York Stadium  (Rotherham United)  ·
Oakwell Stadium  (Barnsley)  ·
Pirelli Stadium  (Burton Albion)  ·
Racecourse Ground  (Wrexham)  ·
Sincil Bank  (Lincoln City)  ·
Sixfields Stadium  (Northampton Town)  ·
St. Andrew's Stadium  (Birmingham City)  ·
St James Park  (Exeter City)  ·
The Valley  (Charlton Athletic)  ·
University of Bolton Stadium  (Bolton Wanderers) 
Bescot Stadium  (Walsall)  ·
Blundell Park  (Grimsby Town)  ·
Brunton Park  (Carlisle United)  ·
Colchester Community Stadium  (Colchester United)  ·
County Ground  (Swindon Town)  ·
Crown Ground  (Accrington Stanley)  ·
Globe Arena  (Morecambe)  ·
Gresty Road  (Crewe Alexandra)  ·
Hayes Lane  (Bromley)  ·
Highbury Stadium  (Fleetwood Town)  ·
Holker Street  (Barrow)  ·
Keepmoat Stadium  (Doncaster Rovers)  ·
Meadow Lane  (Notts County)  ·
Moor Lane  (Salford City)  ·
Plough Lane  (Wimbledon)  ·
Prenton Park  (Tranmere Rovers)  ·
Priestfield Stadium  (Gillingham)  ·
Rodney Parade  (Newport County)  ·
SMH Group Stadium  (Chesterfield)  ·
Stadium MK  (MK Dons)  ·
Vale Park  (Port Vale)  ·
Valley Parade  (Bradford City)  ·
Wetherby Road  (Harrogate Town)  ·
Whaddon Road  (Cheltenham Town) 